# جزیره فلینت

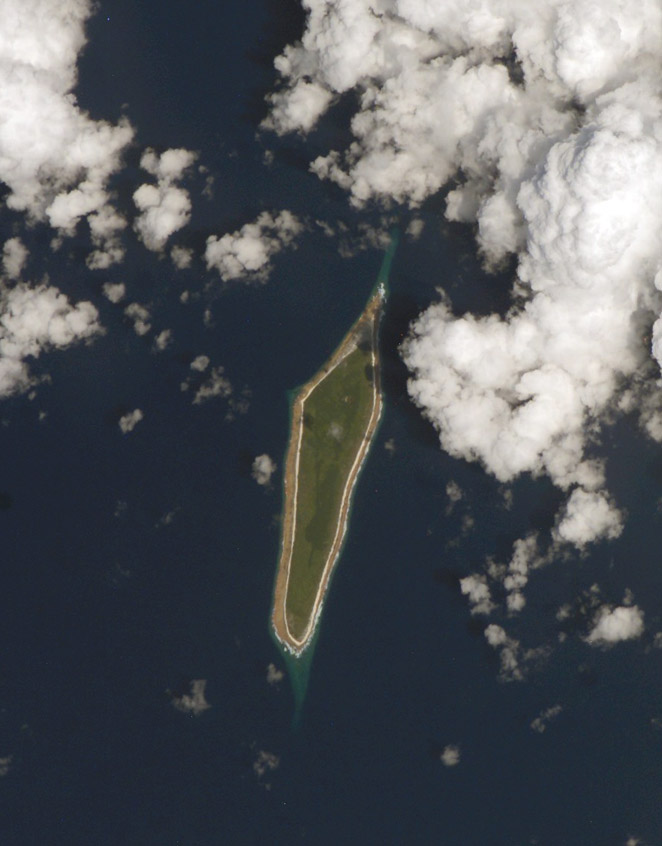
تصویر ماهواره‌ای جزیره فلینت

جزیره فلینت (انگلیسی: Flint Island) یک جزیره مرجانی غیرمسکونی در میانه اقیانوس آرام است که بخشی از جزایر لاین به‌شمار می‌رود که این جزایر متعلق به جمهوری کیریباتی است.
در سال ۲۰۱۴ دولت کیریباتی محدوده‌ای به عرض ۱۲ مایل دریایی (۲۲ کیلومتر) را به عنوان منطقه انحصاری ماهی‌گیری در اطراف ساحل جنوبی جزایر لاین تعیین کرد که جزیره‌های کارولین، فلینت، وستوک، مالدن و استارباک را در بر می‌گیرد.

## جغرافیا
جزیره فلینت در فاصله ۷۴۰ کیلومتری (۴۰۰ مایل دریایی) شمال غرب تاهیتی، ۱۹۰ کیلومتری (۱۰۰ مایل دریایی) جنوب و جنوب‌شرق جزیره وستوک و ۲۲۰ کیلومتری (۱۲۰ مایل دریایی) جنوب‌غرب جزیره کارولین قرار دارد. این جزیره حدود ۴ کیلومتر طول دارد و عرض آن در عریض‌ترین نقطه حدود ۰٫۸ کیلومتر است و با مساحت ۲٫۶ کیلومتر مربع، بیشینه ارتفاع آن حدود ۷٫۶ متر بالاتر از سطح دریا است. جزیره فلینت با مرجان‌های حاشیه‌ای احاطه شده و به دلیل نداشتن لنگرگاه ایمن، فرود در آن دشوار است.